# آري فاتانين
آري فاتانين (بالفنلندية: Ari Vatanen) مواليد 27 أبريل 1952 في فنلندا، هو سائق راليات فنلندي بدأ مسيرته في سنة 1974. كان أول رالي له هو رالي فنلندا 1974. فاز ببطولة العالم للراليات. فاز برالي داكار. فاز بـ 10 سباقات رالي. صعد على المنصة 27 مرة خلال مسيرته.

## سجل الفوز
| الحدث          | الموسم                          |
| -------------- | ------------------------------- |
| رالي أكروبوليس | بطولة العالم للراليات موسم 1980 |
| رالي السويد    | بطولة العالم للراليات موسم 1985 |
| رالي تونس      | بطولة العالم للراليات موسم 1988 |

## فرق مثلها
- فريق فورد للراليات
- أوبل
- بيجو
- فريق سوبارو للراليات
- بي إم دبليو
- ميتسوبيشي موتورز
- سيتروين

## روابط خارجية
- آري فاتانين على موقع IMDb (الإنجليزية)
- آري فاتانين على موقع قاعدة بيانات الفيلم (الإنجليزية)
- آري فاتانين على موقع Rallye-info.com (الإنجليزية)
- آري فاتانين على موقع eWRC-results.com (الإنجليزية)